# Acridocarpus smeathmannii
Acridocarpus smeathmannii är en tvåhjärtbladig växtart som först beskrevs av Dc., och fick sitt nu gällande namn av Jean Baptiste Antoine Guillemin och Perr.. Acridocarpus smeathmannii ingår i släktet Acridocarpus och familjen Malpighiaceae. Inga underarter finns listade i Catalogue of Life.